# Pineta
Pineta est une station de ski de fond des Pyrénées espagnoles située dans la province de Huesca en communauté autonome d'Aragon.

## Géographie
Elle se situe 14 km à l'ouest de Bielsa, à la source du Cinca. 

## Infrastructures
Elle propose 24 km de pistes de ski de fond.